# Salford (Oxfordshire)
Pour les articles homonymes, voir Salford (homonymie).
Salford est une paroisse civile et un village de l'Oxfordshire, en Angleterre.